# Пужиці (Мазовецьке воєводство)
Пужиці (пол. Purzyce) — село в Польщі, у гміні Любовідз Журомінського повіту Мазовецького воєводства.
Населення — 88 осіб (2011).
У 1975-1998 роках село належало до Цехановського воєводства.

## Демографія
Демографічна структура станом на 31 березня 2011 року:
|          | Загалом | Допрацездатний вік | Працездатний вік | Постпрацездатний вік |
| -------- | ------- | ------------------ | ---------------- | -------------------- |
| Чоловіки | 42      | 7                  | 28               | 7                    |
| Жінки    | 46      | 10                 | 22               | 14                   |
| Разом    | 88      | 17                 | 50               | 21                   |